# Anaulacomera farcifera
Anaulacomera farcifera är en insektsart som beskrevs av Lucien Chopard 1918. Anaulacomera farcifera ingår i släktet Anaulacomera och familjen vårtbitare. Inga underarter finns listade i Catalogue of Life.